# Escala de Ansiedade de Hamilton
A Escala para Ansiedade de Hamilton (HAM-A), é um método de análise objetiva da ansiedade de fácil aplicação e interpretação e que serve para identificar a gravidade dos sintomas em torina clínica para avaliação inicial dos pacientes com transtorno de ansiedade. A escala (HAM-A) foi desenvolvida em 1959 por Max Hamilton e é composta de 14 perguntas que permitem verificar a quantificação e intensidade da experiência ansiosa, os quais podem ser pontuados com um escore para cada uma delas, que varia entre 0 e 2 ou 0 e 4, conforme a intensidade do sintoma. O total de escore varia de 0 a 56. Quanto maior o escore maior o grau de ansiedade do paciente. A escolha deste instrumento está fundamentada na necessidade do otorrinolaringologista dispor de um método simples, confiável e amplamente já usado por psiquiatras para a avaliação objetiva da sensação ansiosa. Tal medida visa permitir um diagnóstico mais realista de uma comorbidade tão comum quanto relevante para o paciente vertiginoso, bem como orientar seu acompanhamento ou, até mesmo, seu encaminhamento para o médico psiquiatra. Há 50 anos, a Escala para Ansiedade de Hamilton (HAM-A), criada por Max Hamilton, vem sendo considerada como “padrão-ouro” de referência para estudos de validação de outras escalas. Além disso, foi (e continua sendo) amplamente utilizada em ensaios clínicos para testar a eficácia de determinados antidepressivos devido à ênfase que dá aos sintomas somáticos em oposição aos sintomas cognitivos ou afetivos, que se encontram em minoria. Ela é amplamente sensível às mudanças vivenciadas por pacientes acometidos por depressão grave e é eficiente em discriminar droga e placebo nestes estudos. Por outro lado, há também várias críticas sobre a escala, relacionadas a itens inadequados para avaliar a gravidade da depressão; baixos índices de confiabilidade; alternativas de respostas impróprias e poucas evidências da multidimensionalidade da escala.

## 14 perguntas da Escala para Ansiedade de Hamilton (HAM-A)
- 1. Humor ansioso: preocupações, previsão do pior, antecipação temerosa, irritabilidade.
- 2. Tensão: sensação de tensão, fadiga, resposta ao susto, comove-se facilmente, tremor, sentimentos de inquietação, incapacidade para relaxar.
- 3. Medos: de escuro, de estranhos, de ficar sozinho, de animais, de tráfego, de multidões.
- 4. Insônia: dificuldade em adormecer, sono interrompido, sono insatisfatório e fadiga ao acordar, sonhos, pesadelos, terrores noturnos.
- 5. Intelectual(cognitivo): dificuldade de concentração, memória fraca.
- 6. Humor deprimido: perda de interesse, falta de prazer nos passatempos, depressão, despertar precoce, oscilação diurna.
- 7. Somáticos (musculares): dores musculares, torções, espasmos, rigidez, espasmos mioclônicos, ranger de dentes, voz insegura, tônus muscular aumentado.
- 8. Somáticos (sensoriais): zumbido, visão turva, afrontamentos, sensações de fraqueza, sensação de irritação, formigamento, câimbras, dormências.
- 9. Sintomas cardiovasculares: taquicardia, palpitações, dores torácicas, pulsação dos vasos sanguíneos, sensação de desmaio, batimentos irregulares.
- 10. Sintomas respiratórios: pressão ou constrição no tórax, sensação de sufocamento ou asfixia, suspiros, dispneia.
- 11. Sintomas gastrointestinais: dificuldades para engolir, gases, sensação de queimação ou azia, plenitude abdominal, náuseas, vômitos, relaxamento intestinal, perda de peso, prisão de ventre.
- 12. Sintomas geniturinários: frequência da micção, urgência da micção, menorragia, desenvolvimento de frigidez, ejaculação precoce, perda da libido, impotência.
- 13. Sintomas autonômicos: boca seca, rubor, palidez, tendência a sudorese, mãos molhadas, inquietação, tensão, dor de cabeça, tontura, pelos eriçados.
- 14. Comportamento na entrevista: tenso, pouco a vontade, inquietação, andar a esmo ou remexer-se, tremor nas mãos, sobrancelhas eriçadas, rosto tenso, tiques, suspiros ou respiração rápida, palidez facial, engolir seco, arrotos, abalos tendinosos rápidos e pupilas dilatadas."[2]

## Resultados
A Escala para Ansiedade de Hamilton é amplamente utilizada no Brasil, tanto em pesquisas quanto na prática clínica e, portanto, torna-se necessário investigar as características psicométricas e selecionar uma forma padronizada e adaptada para a sua administração, uma vez que não se encontram informações sobre o processo de tradução da versão brasileira. Testes e escalas apenas traduzidos não são confiáveis para mensurar a patologia da nova população, tendo em vista que as características psicométricas do instrumento podem ser diferentes. Diversos tipos de pacientes ansiosos, portadores de doenças primárias outras, já foram avaliados com eficácia, utilizando a escala de Hamilton para ansiedade. Os resultados sugeriram que a escala apresenta qualidades promissoras, desde que algumas modificações sejam realizadas, com base nas propostas do presente estudo. Recomendam-se outras pesquisas para revisar as características psicométricas da escala e validar a nova versão proposta.

## Sobre Max Hamilton
Max Hamilton (12 de abril de 1912 - 9 de setembro de 1988) nasceu em Offenbach am Main, Alemanha. Ele migrou para a Inglaterra com sua família (chamada Himmelschein) em 1914, com idade entre 1 + 1⁄2 anos. Ele foi educado na Central Foundation Boys 'School em Cowper Street e passou a estudar medicina no University College Hospital, em Londres. Ele se qualificou com o Diploma Conjoint (L.R.C.P. London, M.R.C.S. England) em 1934 e obteve os graus de Bachelor of Medicine, Bachelor of Surgery (M.B. B.S.) em 1937 pela Universidade de Londres. Tendo trabalhado por um tempo como clínico geral no East End de Londres, ele serviu como oficial médico na Força Aérea Real durante a Segunda Guerra Mundial. Tendo obtido o Diploma em Medicina Psicológica em 1945, Hamilton começou seu treinamento como psiquiatra no Maudsley Hospital, em Londres, onde, supostamente, ele tinha dificuldades com o sistema rígido.